# آلبرتو کالدرون
 آلبرتو کالدرون (اسپانیایی: Alberto Calderón‎؛ ۱۴ سپتامبر ۱۹۲۰ – ۱۶ آوریل ۱۹۹۸) یک ریاضی‌دان اهل آرژانتین بود. عمده شهرت ِ وِی به دلیل ِ کارهای بنیادینی ست که به هم‌کاری ِ استاد ِ راه‌نمای دکتری‌ش، آنتونی زیگموند، در زمینهٔ نظریّهٔ انتگرال‌های تکینه و کاربردشان در آنالیز هارمونیک انجام داده است.